# Mineraloide

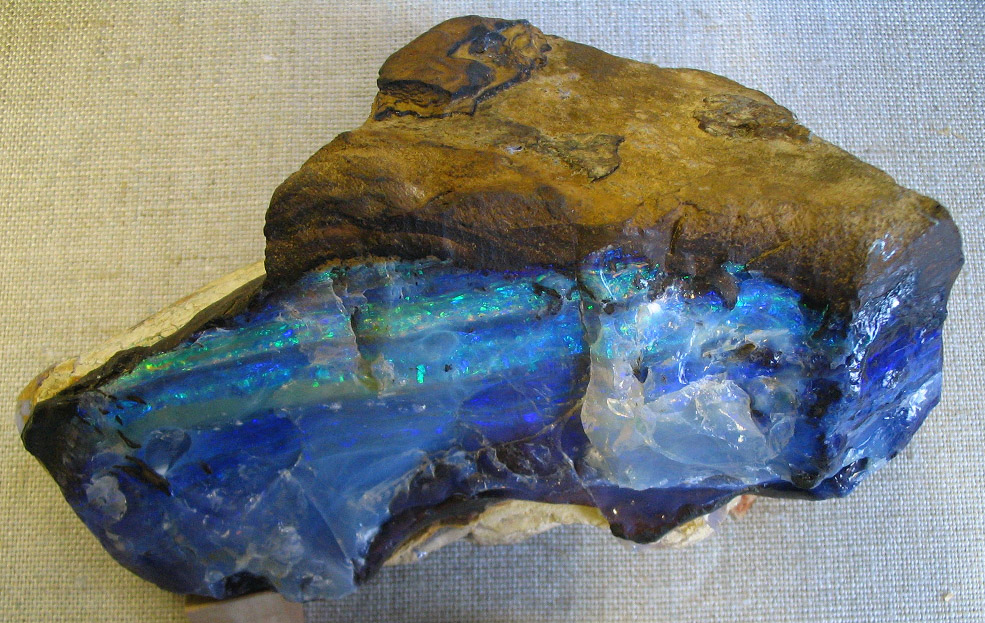
Ópalo.

Un mineraloide es una sustancia de origen orgánico o inorgánico, sólida o líquida, con apariencia similar a la de los minerales y como estos, formadora de rocas, pero a diferencia de ellos sus átomos no se ordenan en estructuras cristalinas, o no es uniforme, y se dice por ello que son sustancias amorfas.
Los mineraloides pueden tener composiciones químicas variables, a diferencia de los minerales que tienen una fórmula química específica y consistente. Se encuentran de forma natural en la corteza terrestre, aunque sus procesos de formación pueden diferir de los de los minerales.
Los mineraloides presentan un importante interés económico y gemológico. Entre ellos se pueden citar los vidrios, el ámbar, el carbón, el ópalo o el azabache. También se consideran mineraloides los líquidos inorgánicos que se encuentran en la naturaleza, como son el agua, el petróleo y el mercurio nativo.
El primer uso del término sustancia mineraloide fue en 1909, por el mineralogista y geólogo Julian Niedzwiedzki, al identificar y describir sustancias amorfas que se asemejan a los minerales.